# 29-й пехотный полк (Австро-Венгрия)
29-й Венгерский пехотный полк (нем. Ungarisches Infanterie-Regiment Nr. 29) — венгерский пехотный полк Единой армии Австро-Венгрии.

## История

### Структура
Образован в 1703 году. До 1915 года носил название 29-й Венгерский пехотный полк «барон фон Лаудон» (нем. Ungarisches Infanterie Regiment «von Laudon» Nr. 29). Участвовал в австро-турецких и Наполеоновских войнах, Семилетней и Австро-итало-прусской войне, а также в подавлении Венгерского восстания. В разное время покровителями полка были:
- 1857—1876: граф Карл Тун и Гогенштейн
- 1876—1888: барон фон Скудир
- 1888—1918: барон фон Лаудон

Полк состоял из 4-х батальонов: 1-й базировался в Надьбечкереке, 2-й и 4-й — в Темешваре, 3-й — в Невесине. Национальный состав полка по состоянию на 1914 год: 44 % — сербы и хорваты, 30 % — словенцы, 17 % — румыны, 9 % — прочие национальности.

### Боевой путь
В 1914 и 1915 годах полк сражался на Восточном фронте Первой мировой войны против русской армии в Галиции. Солдаты полка были захоронены на двух военных кладбищах: 263 (Заборув) и 264 (Щурова). Позднее полк продолжил бои на Итальянском фронте Первой мировой войны, участвуя в битвах при Изонцо.
В ходе так называемых реформ Конрада с июня 1918 года число батальонов было сокращено до трёх: остались только 1-й, 2-й и 3-й батальоны.

## Командиры
- 1859—1873: полковник Август фон Вёбер[11][12]
- 1873—1879: полковник Антон, эдлер фон Надь
- 1879—1903: полковник Эмиль Давид фон Ронфельд[13]
- 1903—1905: полковник Райнхард фон Шерер
- 1906—1910: полковник Ойген фон Шойре[14]
- 1911—1913: полковник Эмиль Шперль, эдлер фон Раабталь
- 1914: полковник Троян Бачила[нем.][2]